# Uteringeräusch
Als Uteringeräusch (auch: Uterinageräusch, Uterusschwirren, lateinisch Strepitus uterinus) bezeichnet man in der humanmedizinischen Geburtshilfe ein mit dem Stethoskop (nur selten) hörbares Geräusch, das durch erweiterte Blutgefäße der Gebärmutter (Uterus) hervorgerufen wird. Es kann bei der Schwangeren ab dem dritten bis vierten Schwangerschaftsmonat gehört werden. Am deutlichsten kann es im Bereich seitlich der Gebärmutter wahrgenommen werden. Da es von den Gebärmuttergefäßen ausgeht, hat es die Frequenz des mütterlichen Pulses. Von praktischer Bedeutung ist es nur, weil es die kindlichen Herztöne überlagern kann. Ein Uteringeräusch kann auch bei großen Gebärmuttertumoren auftreten, ist also nicht schwangerschaftsspezifisch.
Es darf nicht mit dem Plazentageräusch verwechselt werden. Ein solches Uterusgeräusch oder Uterinschwirren entsteht bei Druck auf die Plazentagefäße; es ist ein blasendes oder zischendes Geräusch als Auskultationsphänomen über dem graviden Uterus.

## Tiermedizin
In der Tiermedizin wird als Uteringeräusch dagegen die Pulsation der fetalen Gefäße der Plazenta bezeichnet, das demzufolge mit dem Puls der Föten synchron ist. Diese Pulsation lässt sich auch mittels Doppler-Sonografie darstellen.
Das Uteringeräusch ist (wie in der Humanmedizin) nicht mit der verstärkten Pulsation der Arteria uterina („Uterinschwirren“) identisch. Das Pulsieren der Arterie ist als typisches „Uterinschwirren“ zu fühlen und ist charakteristisch für eine bestehende Trächtigkeit. Bei einer Kuh sind im vierten Trächtigkeitsmonat, der als Ballonstadium bezeichnet wird, rektal (beim Rektalisieren) Plazentome fühlbar. Bei leichter Kompression der Arteria uterina kann ein Schwingen der Arterie (Uterinschwirren) ertastet werden. Im fünften und sechsten Trächtigkeitsmonat, also im Senkungsstadium, ist das Uterinschwirren noch ausgeprägter als im Ballonstadium.